# Strășeni (arrondissement)
Strășeni is een arrondissement van Moldavië. De zetel van het arrondissement is Strășeni. Het arrondissement heeft een bevolking van 91.500 (01-01-2012).
De 27 gemeenten, incl. deelgemeenten (localitățile), van Strășeni:
- Bucovăț, met de titel orașul (stad), incl. Rassvet
- Căpriana
- Chirianca
- Codreanca, incl. Lupa-Recea
- Cojușna
- Dolna
- Gălești, incl. Găleștii Noi
- Ghelăuza, incl. Saca
- Greblești, incl. Mărtinești
- Lozova, incl. Stejăreni
- Micăuți, incl. Gornoe
- Micleușeni, incl. Huzun
- Negrești
- Onești
- Pănășești, incl. Ciobanca
- Rădeni, incl. Drăgușeni en Zamciogi
- Recea
- Romănești
- Roșcani
- Scoreni
- Sireți
- Strășeni, met de titel orașul (stad), incl. Făgureni
- Tătărești
- Țigănești
- Voinova
- Vorniceni
- Zubrești.